# كاميلا فالي
كاميلا فالي (بالإسبانية: Camila Valle Granados)‏ هي مجدفة بيروفية، ولدت في 7 يوليو 1995 في San Borja District ‏ في بيرو.

## وصلات خارجية
- كاميلا فالي على موقع الاتحاد الدولي للتجديف (الإنجليزية)
- كاميلا فالي على موقع اللجنة الأولمبية الدولية (الإنجليزية)
- كاميلا فالي على موقع أوليمبيديا (الإنجليزية)